# Новомихайловка (Коченевський район)
Новомихайловка (рос. Новомихайловка) — село у Коченевському районі Новосибірської області Російської Федерації.
Входить до складу муніципального утворення Новомихайловська сільрада. Населення становить 1147 осіб (2010).

## Історія
Згідно із законом від 2 червня 2004 року органом місцевого самоврядування є Новомихайловська сільрада.

## Населення
| 2002 | 2007  | 2010  |
| ---- | ----- | ----- |
| 1312 | ↗1368 | ↘1147 |